# Nord bei Nordwest – Der Anschlag
Nord bei Nordwest – Der Anschlag ist ein deutscher Fernsehfilm von Nina Wolfrum aus dem Jahr 2021. Es handelt sich um die zwölfte Folge der ARD-Kriminalfilmreihe Nord bei Nordwest mit Hinnerk Schönemann und Jana Klinge in den Hauptrollen. Nach dem Ausstieg von Henny Reents in der elften Episode tritt Klinge als Oberkommissarin Hannah Wagner in dieser Episode ihre Nachfolge an. Der Film entstand nach einem Drehbuch von Holger Karsten Schmidt und wurde am 7. Januar 2021 im Rahmen der Reihe Der DonnerstagsKrimi im Ersten erstmals im Fernsehen ausgestrahlt.

## Handlung
In Schwanitz trifft die neue Kommissarin Hannah Wagner ein. Der Empfang durch Hauke Jacobs fällt sehr frostig aus, da er über den Tod seiner bisherigen Kollegin Lona Vogt noch immer nicht hinweggekommen ist und sich einfach keinen „Ersatz für sie“ vorstellen kann und will. Der Dienstalltag holt ihn jedoch ein, als plötzlich der Reporter Jan Bank auftaucht und sich nach den Anweisungen der örtlichen Polizei für den Besuch der Ministerpräsidentin Maria Wengler erkundigt. Wengler will, angeblich unmittelbar nach ihrer letzten Wahlkampfrede in Travemünde, hier in Schwanitz ihr Geburtshaus besuchen. Der Journalist scheint einer Verschwörung auf der Spur zu sein. Der Sicherheitschef für den Personenschutz des LKA, Frank Schmiedel versucht, zunächst den Wissensstand des Journalisten in Erfahrung zu bringen, wonach er ihn anschließend im Wald hinterrücks erschießt.
Frank Schmiedel erklärt gegenüber den örtlichen Kommissaren, vorübergehend die Leitung der Ermittlungen zu übernehmen. Da er das Opfer kurz zuvor mit Jacobs im Gespräch beobachtet hatte, wählt er sich den Kommissar als Täter aus. Aufgrund seiner Mittel und Möglichkeiten gelingt ihm dies recht glaubhaft und nachdem die Tatwaffe auf dem Boot von Hauke Jacobs gefunden wird, soll dieser vorläufig festgenommen werden. Bei der Überführung gelingt ihm jedoch die Flucht.
Jule Christiansen bittet daraufhin Hannah Wagner um Unterstützung bei der Feststellung von Hauke Jacobs Unschuld, was bei ihr zu einem entsprechenden Loyalitätskonflikt führt. Jacobs, der Wagner heimlich kontaktiert, kann sie jedoch davon überzeugen, dass die vorgelegten Beweise seitens Schmiedel gefälscht und manipuliert sind. Nachdem Jule Christiansen an die Infos aus dem Notizbuch von Jan Bank gelangt ist, wird deutlich, dass beim Besuch von Maria Wengler ein Mordanschlag geplant ist. Durch das Eingreifen von Hannah Wagner gelingt es, in letzter Minute die Tötung zu verhindern. Schnell stellt sich allerdings heraus, dass die verletzte Person nicht die Ministerpräsidentin ist, sondern ihr Double. Die Frau gibt an, aufgrund einer Erkrankung der Ministerpräsidentin hin und wieder eingesetzt zu werden. Als Hauke Jacobs das Versteck des Attentäters entdeckt hat, kommt es dort zum Schusswechsel, bei dem Frank Schmiedel erschossen wird. Unklar ist zunächst, warum Schmiedel, der nach Recherchen von Jacobs mit der Ministerpräsidentin liiert war, auf sie schießen wollte. Die Befragung von Maria Wengler bringt Jacobs Klarheit und lässt den Schluss zu, dass sie mit voller Absicht ihr Double in den Hinterhalt hatte geraten lassen. Der Anschlag war geplant und sollte ihren persönlichen Tod vortäuschen, weil sie sich mit Schmiedel heimlich ins Ausland absetzen wollte. Aufgrund einer begonnenen Parkinsonerkrankung und anhand der Wahlumfragen war schon seit einiger Zeit abzusehen, dass sie diesmal die Wahl verlieren würde. Sie wollte „erhobenen Hauptes scheitern“ und die Demütigung einer bevorstehenden Wahlniederlage nicht ertragen.
Im Abspann besucht Hannah Wagner das Grab von Lona Vogt. Es deutet sich eine Annäherung der beiden Kommissare an.

## Hintergrund
- Die Dreharbeiten zu Nord bei Nordwest – Der Anschlag fanden im Zeitraum vom 18. September bis zum 22. November 2019 auf der Insel Fehmarn, in Lübeck sowie in Hamburg und Umgebung statt.[3]

- Kommissarin Hannah Wagner, gespielt von Jana Klinge, nimmt in dieser Episode ihren Dienst auf und ersetzt somit Henny Reents, die in der letzten Folge als Inselpolizistin Lona Vogt den Serientod fand.[4]

- Mehmet Ösker, der in jeder Nord bei Nordwest-Episode einer anderen Tätigkeit nachgeht, betätigt sich in dieser Episode als selbstständiger Personenschützer. Sein Kleinwagen, der in der vorherigen Episode noch als sein Taxi fungierte, ist nun sein Dienstwagen und wird dementsprechend in Szene gesetzt – noch inklusive Taxameter.

## Rezeption

### Einschaltquote
Die Erstausstrahlung von Nord bei Nordwest – Der Anschlag am 7. Januar 2021 im Ersten erreichte 8,16 Millionen Zuschauer und damit einen Marktanteil von 24,0 Prozent.

### Kritik
„Auch mit der neuen Kommissarin punktet die Reihe mit einem überzeugenden Hauptdarsteller-Trio, skurrilen Nebenfiguren und einer Prise lakonischem Humor auch wenn diesmal ein Hauch von Melancholie in der Luft liegt“, meinten die Kritiker der Fernsehzeitschrift TV Spielfilm über den Film und bewerteten diesen mit dem Daumen nach oben.
Rainer Tittelbach befand auf tittelbach.tv: „Der plauschige, dennoch informationsgesättigte und deshalb nie langweilige Einstieg findet nach zwanzig Minuten ein jähes Ende. Der Zuschauer weiß mehr als die Ermittler, kennt aber nicht die Hintergründe für den Journalistenmord. Später sieht man, wie sich der LKA-Mann und die Ministerpräsidentin küssen. Trachtet er ihr nach dem Leben? Oder haben beide einen gemeinsamen Plan? Man findet als Zuschauer noch keine plausible Erklärung für das, was sich da ereignet. Dieses Verhältnis aus Wissen und Nichtwissen ist die Grundlage für die perfekte Spannungsdramaturgie dieser Episode. ‚Der Anschlag‘ wurde von Holger Karsten Schmidt geschrieben, dem Erfinder der Reihe, die beim Zuschauer von Jahr zu Jahr (rund sieben Millionen Zuschauer) beliebter wird. Fast machte es den Eindruck, als habe der produktivste deutsche Drehbuchautor mit Qualitätsanspruch (zahllose TV-Preise, u.a. drei Grimme-Preise) in Niels Holle seinen Meister gefunden. Jedenfalls gehörten dessen Episoden ‚Frau Irmler‘ (2018) und ‚Ein Killer und ein Halber‘ (2019) zu den schrägsten und coolsten der Reihe. Dieses Jahr ist das anders. Schmidts Buch des Auftaktfilms ist ein Musterbeispiel für strukturelles, reduziertes und konzentriertes Erzählen; trotzdem wirkt der Film lebendig und nie künstlich oder kalkuliert. Alles hängt mit allem zusammen, man ahnt das, ohne die Auflösung der Geschichte zu kennen. So entsteht ein Spannungsfluss, bei dem man sich nie fragt: ‚Was soll das?‘ oder ‚Wie passt das zusammen?‘. Ein Grund dafür: Jeder Nebenstrang gehört zum Hauptplot – und doch bleibt für den Zuschauer Raum zum kreativen Mitdenken.“